# Josh Carter
Joshua Neville "Josh" Carter, (nacido el 20 de noviembre de 1986 en Dallas, Texas) es un jugador de baloncesto estadounidense. Con 2.01 de estatura, su puesto natural en la cancha es el de ala-pívot. Hermano del también baloncestista Warren Carter. Actualmente juega en las filas del P.A.O.K. BC de la A1 Ethniki.

## Trayectoria
Tras graduarse en 2009 en la Universidad de Texas A&M Aggies, da el salto a Europa para jugar en Alemania, Rusia, Italia, Israel y Turquía.
En 2014, formando parte del Turk Telecom supera 10 triples de Andrew Goudelock en la Liga turca, al anotar 11 de 14 desde el perímetro en la victoria ante el Tofas (94-75) en la sexta jornada de la Liga turca, tras firmar 40 puntos en 36 minutos en pista.
En 2015 firma con Pınar Karşıyaka para jugar la Euroliga.
El 15 de febrero de 2021 firmó con el P.A.O.K. BC de la A1 Ethniki griega, tras jugar la temporada anterior en las filas del Rethymno Cretan Kings.